# Carl Horstmann
Carl Wilhelm Horstmann  (* 14. Juni 1847 in Dillenburg; † 16. Januar 1912 in Berlin) war ein deutscher Augenarzt.
Horstmann studierte Medizin in Würzburg, Göttingen und Berlin, wo er 1871 promoviert wurde und 1873 sein Staatsexamen ablegte. Er war fünf Jahre Assistent von Karl Schweigger an der Universitäts-Augenklinik in Berlin, unternahm eine Studienreise in die Niederlande, Großbritannien und Frankreich und habilitierte sich 1879. Danach war er Privatdozent für Augenheilkunde an der Universität Berlin, erhielt 1888 den Professorentitel und wurde 1898 außerordentlicher Professor. 1910 wurde er zum Geheimen Medizinalrat ernannt.
Er veröffentlichte unter anderem über Augenanatomie, die Änderung der Refraktionsverhältnisse im Augen in den ersten fünf Lebensjahren, Myopie, Sehstörungen bei Blutverlust, spontane Netzhautablösung und Neuritis am Sehnerv. 1905 berichtete er in der Deutschen Medizinischen Wochenschrift über die erste Anwendung von Kokain in der Augenheilkunde in Berlin.
Er trug zur Real-Encyclopädie der gesammten Heilkunde von Albert Eulenburg bei. 